# Outside the Wall
Pistes de The Wall
The Trial
Outside the Wall est une chanson du groupe de rock progressif britannique Pink Floyd qui apparaît sur leur album The Wall. Elle a été écrite par Roger Waters. Cette chanson conclut l'album.
Bien que placée en fin d'album, la chanson est coupée nette, la fin se situe en réalité en ouverture de l'album au début de la chanson In the Flesh?. La phrase qui marque la séparation est "Isn't this where..." à la fin de l'album, et "...We came in ?" au début de l'album, formant la phrase "Isn't this where we came in ?" ("N'est-ce pas ici que nous étions entrés ?"), formant ainsi un cycle.
Cette chanson, malgré son statut de conclusion de l'histoire de Pink, est remarquablement absente de deux « événements » dérivés de l'album :
Le film Pink Floyd The Wall d'Alan Parker place Outside The Wall pendant le générique, après l'ultime séquence intrigante du film qui fait suite à la destruction du mur : des femmes et enfants traînant dans des ruines. On y voit notamment un garçon ramassant un cocktail molotov non allumé, et vidant la bouteille avec dégoût. Roger Waters, auteur de tout le concept, expliquera que cette dernière scène sert à illustrer que les hommes sont nés avec une aversion naturelle de la violence. Outside The Wall agrémente alors le générique de fin.
Lors de son concert à Berlin en 1990, un an après la chute du Mur, où il joue l'intégralité de l'album The Wall dans un décor délirant et avec une palette d'invités très variés, Roger Waters remplace Outside The Wall tout à la fin par The Tide Is Turning, une de ses chansons solo, issue de l'album Radio K.A.O.S. (1986). Portant un message symbolique fort contre les deux blocs qui divisent le monde, cette chanson est reprise en chœur par tous les invités du concert (Sinead O'Connor, Scorpions, Cyndi Lauper...) et fait recouper le concept de The Wall avec l'actualité mondiale. Ainsi, la disparition de Outside The Wall permet de réinventer un minimum le spectacle pour sa dernière représentation officielle et de l'ouvrir au monde (le concept de base étant surtout axé sur la psychologie et la folie d'après l'expérience et les ressentis de Roger Waters).

## Personnel
- Roger Waters - Chant
- Frank Marrocco - concertina
- Larry Williams - clarinette
- Trevor Veitch - mandoline
- Islington Green School - chorale

## Liens
- Sources
- Site officiel de Pink Floyd
- Site officiel de Roger Waters
- Site officiel de David Gilmour